# Venevisión
Venevisión («Веневисьон», сокращение Venezolana y Televisión; полное имя: Corporación Venezolana de Televisión C.A.) — венесуэльская телевизионная станция, принадлежащая Organización Cisneros. Его основным конкурентом было RCTV (закрыто в 2007 году). Станция была основана в 1961 году основателем Диего Сиснеросом.
Ему принадлежит четверть акций других испаноязычных телекомпаний, таких как Univision.
Venevisión является одним из крупнейших производителей теленовелл наряду с Televisa (Мексика), Telemundo (США), TV Globo (Бразилия), Caracol Televisión, RCN Televisión (обе Колумбия), ABS-CBN и GMA Network (обе Филиппины).

## Интересные факты
В 1989 году телекомпанией «Веневисьон» был снят популярный телесериал «Реванш» (La Revancha) с Росалиндой Серфати в роли Исамар и Жаном Карлосом Симанкасом в роли Алехандро Мальдонадо. «Реванш» стал первым венесуэльским сериалом, показанным на российском телевидении. Транслировался на канале 2х2 в 1993–1994 годах.